# 체르니고프현

체르니고프현의 국장

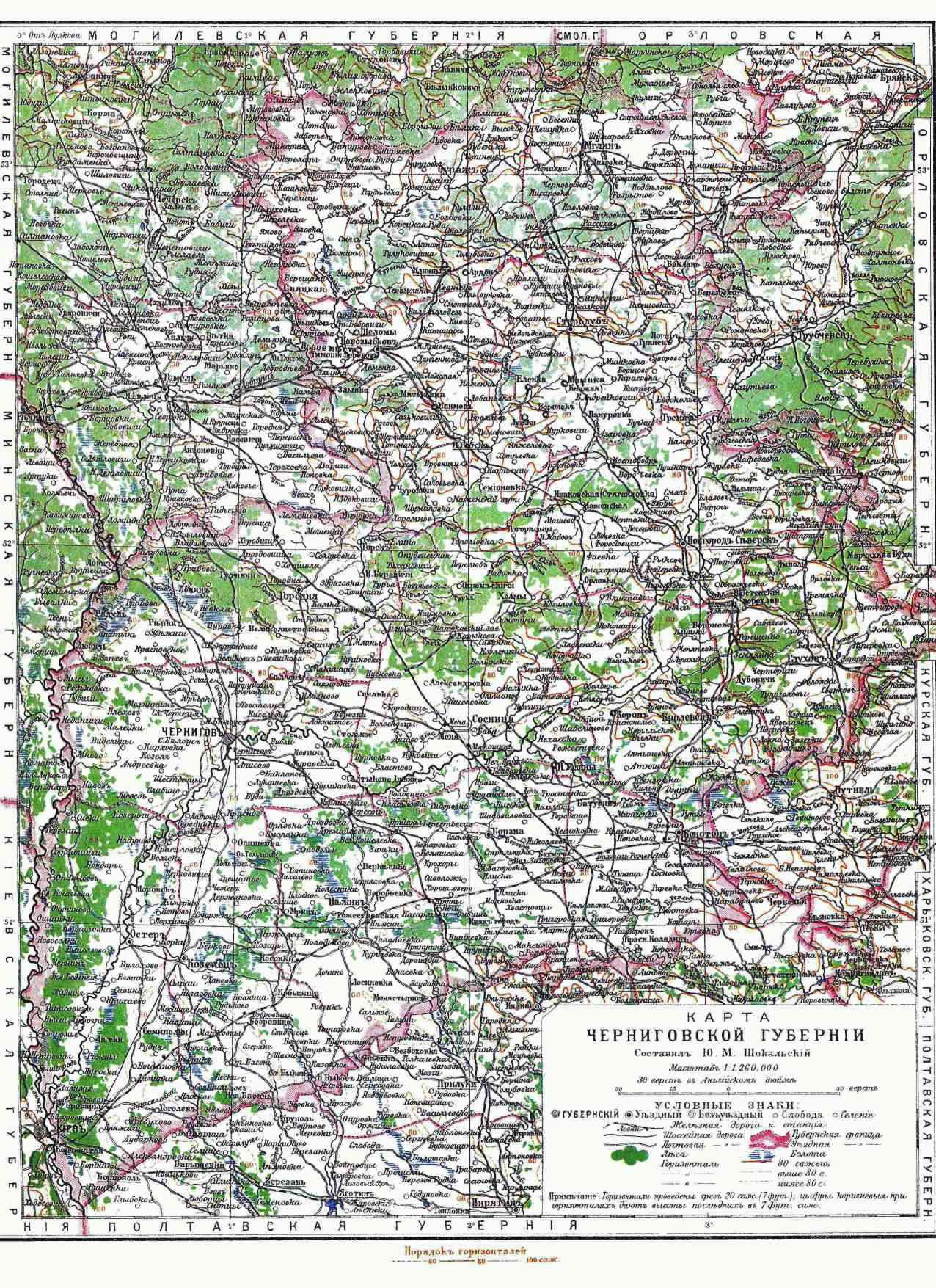
체르니고프현의 지도

체르니고프현(러시아어: Черниговская губерния, 우크라이나어: Чернігівська губернія)은 러시아 제국이 우크라이나 북동부에 설치한 현이었다. 1802년에 체르니고프현은 말로로시야현으로 개칭되었다.
중심지는 체르니히우(체르니고프)였으며, 15개의 읍이 위치해 있었다. 면적은 52,396km2였고, 인구는 2,298,000명(1897년)이었다. 이 가운데 1,525,000명(91,8%)이 우크라이나인이었다.
1919년에 4개로 나뉘면서 일부는 고멜현에 통합되었다. 1925년에 일부가 다시 분리되었고, 현재의 체르니히우주로 탄생되었다.

## 같이 보기
- 체르니히우주